# Stari autobusni kolodvor u Puli
Stari autobusni kolodvor u Puli (tal. Autostazione a Pola) je zgrada u centru Pule izgrađena u drugoj polovini 1930-ih prema projektu arhitekta Bernardina Fabra. Smješten je u trapezoidnom bloku zgrada, sa sjeverne strane palače Banke Italije (danas FINA).
Primjer je rane moderne arhitekture, tj. talijanskoga racionalizma koji je obilježio 1930-e godine u pulskoj urbanoj arhitekturi. 
Kolodvor je opsluživao građane Pule i druge putnike tijekom cijelog jugoslavenskog razdoblja, sve do početka 21. stoljeća. U međuvremenu su se autobusi povećali, njihov broj u gradu upeterostručio, a i problematično je bilo primati takva vozila u uži centar grada. Nove vlasti osmislile su novi kolodvor na području bivše vojne zone u Šijani.
Dana 20. prosinca 2002. godine, uvečer stigao i zadnji autobus u staru autostanicu, onaj na relaciji Zagreb – Pula. Ulazak zadnjeg busa koračnicama je popratio Puhački orkestar Grada Pule.
Danas se autobusni kolodvor nalazi u Šijani, na mjestu nekadašnje vojarne Vladimira Gortana.